# Beatriz Futuro
Beatriz Futuro Mühlbauer (Niterói, 26 de fevereiro de 1986), conhecida como Baby, é uma atriz e jogadora de rugby sevens e union brasileira.

## Biografia

### Primeiros anos e formação acadêmica
Beatriz nasceu em Niterói, município brasileiro da Região Metropolitana do Rio de Janeiro, no ano de 1986.
Começou a interessar-se pelo rugby aos treze anos de idade, por influência de sua irmã mais velha, Cristiana Mühlbauer, que integrou a Seleção Brasileira Feminina de Rugby e atualmente é árbitra do esporte. Além do esporte, Beatriz formou-se no curso de artes cênicas da Universidade Federal do Estado do Rio de Janeiro (UNIRIO), no ano de 2011.

### Carreira
Tem experiência em representar o Brasil, no cenário do rugby internacional. No ano de 2009, integrou a equipe que disputou o Campeonato Mundial de Rugby, realizado em Dubai, nos Emirados Árabes Unidos. Na ocasião, o selecionada brasileiro alcançou o décimo lugar. No mundial de 2013, que ocorreu no Estádio Lujniki, em Moscou, capital da Rússia, novamente representou o Brasil. A equipe caiu nas quartas de final, após uma derrota para a equipe chinesa por 10 a 5.
No ano de 2015, Beatriz, representou o Brasil nos Jogos Pan-Americanos de 2015, em Toronto, no Canadá. Após vencer por 29 a 0 da Argentina, o Brasil conquistou a medalha de bronze da competição.
Baby integrou o elenco da Seleção Brasileira Feminina de Rúgbi de sete que ficou em 9.° lugar na Rio 2016. No último jogo da equipe, o Brasil venceu a equipe japonesa por 33 a 5, garantindo o nono lugar da competição. Em reconhecimento ao trabalho, venceu o Prêmio Brasil Olímpico de 2016, prêmio organizado pelo Comitê Olímpico do Brasil (COB) em cerimônia que ocorreu na Barra da Tijuca, na categoria Rugby.
Atleta do Niterói Rugby, venceu pela equipe dois campeonatos nacionais as edições de 2017 e de 2018. Também em 2018, disputou seu terceiro mundial rugby. Realizado em São Francisco, nos Estados Unidos, o Brasil terminou a competição em décimo terceiro lugar.
Em dezembro de 2020, anunciou que iria se aposentar da seleção brasileira. Beatriz participou de 14 dos 18 títulos continentais que o país venceu no esporte. Anunciou que iria dedicar-se a outras áreas, relacionadas a sua formação anterior na UNIRIO, como marketing e adjacentes.
No ano de 2023, conquistou uma bolsa de fomento de validade de dois anos concedido pelo World Rugby, entidade máxima do Rugby, para consolidação de lideranças femininas no esporte.